# رکورد میرور
رکورد میرور (انگلیسی: Record Mirror) یک هفته‌نامه موسیقی بریتانیایی برای طرفداران موسیقی پاپ و مجموعه داران موسیقی بود که بین سال‌های ۱۹۵۴ تا ۱۹۹۱ منتشر می‌شد. این روزنامه دو سال پس از ان‌ام‌ئی راه اندازی شد، اما هرگز به تیراژ رقیب خود نرسید. نخستین جدول آلبوم‌های بریتانیا در سال ۱۹۵۶ در این نشریه چاپ شد و در دههٔ ۱۹۸۰ میلادی، تنها نشریه‌ای بود که جدول تک‌آهنگ‌های بریتانیا و جدول آلبوم‌های بریتانیا را منتشر می‌کرد که مورد استفادهٔ رادیو بی‌بی‌سی ۱، بهترین‌های پاپ و مجلهٔ بیلبورد بود. وبسایت این روزنامه از سال ۲۰۱۱ راه‌اندازی شد اما در سال ۲۰۱۳ و به دنبال محکومیت و زندانی شدن مالک جدید آن جووانی دی استفانو غیرفعال شد.